# R.C. Rickmers
«R.C.Rickmers» — торговое судно, пятимачтовый барк. Объём — 5548 регистровых тонн.

## История

### Постройка
8 февраля 1906 года компанией AG Rickmers в немецком городе Бремерхафен был спущен на воду пятимачтовый барк со стальным корпусом «R.C.Rickmers», который пополнил ряды торгового флота Германской империи. Помимо парусного вооружения, судно дополнительно было оборудовано паровой машиной мощностью 1160 л.с.
Первым капитаном указанного судна был назначен Август Вальсен (нем. August Walsen).
Как и все суда, которые строились компанией AG Rickmers, корпус традиционно был покрашен в зелёный цвет. Ниже ватерлинии — красный. Учитывая, что судно было оборудовано паровой машиной, в списках самых больших парусных судов Германии оно не значилось, несмотря на то, что с 1914 года оно занимало одно из ведущих мест по размерам и водоизмещению. Некоторые моряки в шутку называли его парусный пароход. Максимальная грузоподъемность составляла 7 900 тонн. Для увеличения грузоподъемности даже был уменьшен угольный бункер.

### Эксплуатация
Судно перевозило сыпучие грузы: зерно, уголь. Ходило в Австралию, Южную Америку, Европу и США.
В 1912 и 1913 годах барк совершил два больших рейса:
- Филадельфия — мыс Доброй Надежды — Япония — Портленд — Антверпен.
- Филадельфия — мыс Доброй Надежды — Япония — Владивосток.

В 1912 году произошло знаменательно событие в жизни парусника. Во время стоянки во Владивостоке его посетил с визитом русский царь Николай II.

### Первая мировая война и гибель судна
Начало первой мировой войны застало барк в городе Кардифф, главном порту для транспортировки угля из Уэльса, где оно стояла под загрузкой угля. Британское адмиралтейство конфисковало его как военный трофей и переименовало в «Neath». Новый экипаж, состоявший из английских моряков, не имел никакого опыта по управлению кораблем такого класса и по имеющейся информации просили прусского капитана и членов его команды какое-то время обучать их особенностям хождения на данном судне.
27 марта 1917 года парусник уже под английским флагом, с грузом сахара на борту, подвергся атаке немецкой подводной лодки U-66 и затонул в 28 милях от берегов Ирландии. По стечению обстоятельств, судно, созданное в Германии, было уничтожено подводной лодкой этой страны.